# Jaluco
Jaluco es una localidad mexicana ubicada en el estado de Jalisco, dentro del municipio de Cihuatlán. Se ubica a 12.9 km de la cabecera municipal, Cihuatlán, y es la cuarta localidad más poblada del municipio.

## Geografía
Jaluco se localiza en el suroeste del municipio de Cihuatlán y del estado de Jalisco. Se encuentra a una altura media de 12 m s. n. m. y cubre un área de 1.04 km².

## Demografía
De acuerdo con el censo realizado en 2020 por el Instituto Nacional de Estadística y Geografía, en Jaluco había un total de 3536 habitantes, de los que 1774 eran hombres y 1762, mujeres.
En dicho censo se registraron 1391 viviendas, de las que 1022 se encontraban habitadas. El promedio de ocupantes por vivienda particular habitada era de 3.46, mientras que por habitación era de 1.18 personas.
| Gráfica de evolución demográfica de Jaluco entre 1910 y 2020 |
|                                                              |
| Fuente: Instituto Nacional de Estadística y Geografía.       |